# Brouwerij Maenhout
Brouwerij Maenhout is een Belgische microbrouwerij te Oostnieuwkerke in de provincie West-Vlaanderen.

## Geschiedenis
De brouwerij werd eind 2009 opgestart door Thijs Maenhout en Birgit De Rammelaere in de voormalige bedrijfsgebouwen van bouillonfabriek Gerdox. De brouwinstallatie werd gekocht van Brouwerij Gulden Spoor, omvat 6 gistingstanks van 6 hl en heeft een brouwcapaciteit van 5 x 6 hl per maand.
In 2023 werd de brouwerij verkocht aan Pieter Maes, en verhuisde de productie naar Oostnieuwkerke.

## Bieren
- Berentemmer, bruin, 7%
- Blinde Mol, blond, 6,5%
- Ferre, quadrupel, 10%
- Hoppa Hontas, blonde IPA, 6,5%
- Koeketiene, blonde tripel, 8,5%